# Moelle (botanique)
Pour les articles homonymes, voir Moelle.

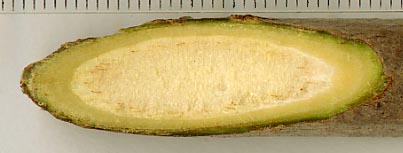
Coupe d'un rameau de sureau montrant la moelle épaisse et blanche, à l'intérieur du bois jaunâtre (échelle en mm).

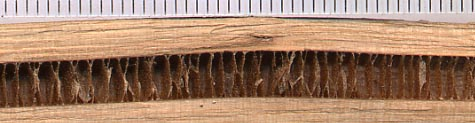
Coupe longitudinale d'une pousse de noyer montrant la moelle cloisonnée (échelle en mm).

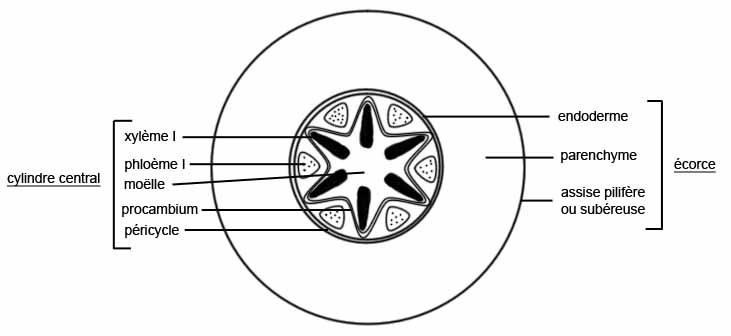
Schéma représentant la coupe transversale d'une racine primaire.

En botanique, la moelle est un tissu au centre de la tige des plantes. Il s'agit d'un parenchyme, spongieux et lacunaire, jouant un rôle dans le stockage et le transport des éléments nutritifs dans la plante. Composant du cylindre central, il entoure les tissus conducteurs des sèves (xylème et phloème).
Généralement blanche ou de couleur claire quand elle est nouvellement formée, elle prend en vieillissant une couleur brune plus foncée par accumulation de tanins sombres.
Chez les eudicotylédones, la moelle se trouve au centre de la tige. Chez les monocotylédones, on en trouve aussi dans les racines.
Chez les arbres, la moelle est constituée dans les jeunes pousses de tissu parenchymateux, mais dans le tronc et les branches plus anciennes, elle est souvent constituée, en grande partie, de xylème.
Chez certaines plantes, la moelle se dessèche et se désagrège lentement, ce qui aboutit à une tige creuse. 
Certaines espèces, comme les noyers (genre Juglans), ont une moelle cloisonnée caractéristique, avec de nombreuses petites cavités.

## Usages alimentaires

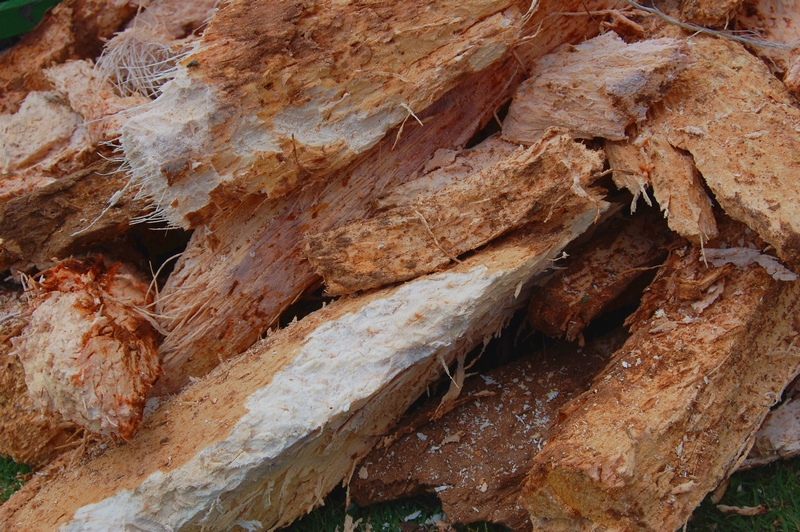
Moelle de sagoutier préparée pour la séparation de la fécule.

Le sagou est la moelle d'un palmier, le sagoutier (Metroxylon sagu). Bien qu'elle soit très toxique pour les animaux à l'état brut, c'est une ressource alimentaire importante pour l'homme en Mélanésie et en Micronésie en raison de sa teneur en fécule et de sa disponibilité.
L'amidon est extrait de la moelle du sagoutier par un grand lessivage qui élimine une quantité suffisante des toxines et permet ainsi de consommer seulement l'amidon. Après ce traitement, la forme de l'amidon est similaire au tapioca.

## Autres usages
La moelle est entre autres utilisée pour confectionner les casques coloniaux.